# Driedaagse De Panne - Koksijde 1989
La Driedaagse De Panne - Koksijde 1989, tredicesima edizione della corsa, si svolse dal 28 al 30 marzo su un percorso di 562 km ripartiti in 3 tappe (la prima suddivisa in due semitappe), con partenza a Tielen e arrivo a De Panne. Fu vinta per il  quarto anno consecutivo dal belga Eric Vanderaerden della squadra Panasonic-Isostar davanti all'olandese Jelle Nijdam e all'australiano Allan Peiper.

## Tappe
| Tappa  | Data     | Percorso                              | km   | Vincitore di tappa | Leader cl. generale |
| ------ | -------- | ------------------------------------- | ---- | ------------------ | ------------------- |
| 1ª-1ª  | 28 marzo | Tielen > Herzele                      | 133  | Eric Vanderaerden  | Eric Vanderaerden   |
| 1ª-2ª  | 28 marzo | Herzele > Herzele (cron. individuale) | 16,5 | Eric Vanderaerden  | Eric Vanderaerden   |
| 2ª     | 29 marzo | Herzele > De Panne                    | 223  | Adriano Baffi      | Eric Vanderaerden   |
| 3ª     | 30 marzo | De Panne > De Panne                   | 190  | Adriano Baffi      | Eric Vanderaerden   |
| Totale | Totale   | Totale                                | 562  |                    |                     |

## Dettagli delle tappe

### 1ª tappa - 1ª semitappa
- 28 marzo: Tielen > Herzele – 133 km

| Pos. | Corridore         | Squadra   | Tempo    |
| ---- | ----------------- | --------- | -------- |
| 1    | Eric Vanderaerden | Panasonic | 3h26'22" |
| 2    | Eddy Planckaert   | ADR       | s.t.     |
| 3    | Hendrik Redant    | Lotto     | s.t.     |

| Pos. | Corridore         | Squadra   | Tempo |
| ---- | ----------------- | --------- | ----- |
| 1    | Eric Vanderaerden | Panasonic |       |

### 1ª tappa - 2ª semitappa
- 28 marzo: Herzele > Herzele (cron. individuale) – 16,5 km

| Pos. | Corridore         | Squadra     | Tempo  |
| ---- | ----------------- | ----------- | ------ |
| 1    | Eric Vanderaerden | Panasonic   | 22'57" |
| 2    | Jelle Nijdam      | Superconfex | a 3"   |
| 3    | Allan Peiper      | Panasonic   | a 29"  |

| Pos. | Corridore         | Squadra   | Tempo |
| ---- | ----------------- | --------- | ----- |
| 1    | Eric Vanderaerden | Panasonic |       |

### 2ª tappa
- 29 marzo: Herzele > De Panne – 223 km

| Pos. | Corridore         | Squadra   | Tempo    |
| ---- | ----------------- | --------- | -------- |
| 1    | Adriano Baffi     | Ariostea  | 5h18'18" |
| 2    | Eric Vanderaerden | Panasonic | s.t.     |
| 3    | Eddy Planckaert   | ADR       | s.t.     |

| Pos. | Corridore         | Squadra   | Tempo |
| ---- | ----------------- | --------- | ----- |
| 1    | Eric Vanderaerden | Panasonic |       |

### 3ª tappa
- 30 marzo: De Panne > De Panne – 190 km

| Pos. | Corridore         | Squadra   | Tempo    |
| ---- | ----------------- | --------- | -------- |
| 1    | Adriano Baffi     | Ariostea  | 4h39'59" |
| 2    | Eric Vanderaerden | Panasonic | s.t.     |
| 3    | Eddy Planckaert   | ADR       | s.t.     |

| Pos. | Corridore         | Squadra     | Tempo     |
| ---- | ----------------- | ----------- | --------- |
| 1    | Eric Vanderaerden | Panasonic   | 13h47'25" |
| 2    | Jelle Nijdam      | Superconfex | a 18"     |
| 3    | Allan Peiper      | Panasonic   | a 44"     |

## Classifiche finali

### Classifica generale
| Pos. | Corridore           | Squadra              | Tempo     |
| ---- | ------------------- | -------------------- | --------- |
| 1    | Eric Vanderaerden   | Panasonic-Isostar    | 13h47'25" |
| 2    | Jelle Nijdam        | Superconfex-Yoko     | a 18"     |
| 3    | Allan Peiper        | Panasonic-Isostar    | a 44"     |
| 4    | Phil Anderson       | TVM-Van Schilt       | a 50"     |
| 5    | Claude Criquielion  | Hitachi              | a 52"     |
| 6    | Sean Kelly          | PDM-Ultima-Concorde  | a 53"     |
| 7    | Herman Frison       | Histor-Sigma         | a 59"     |
| 8    | Edwig Van Hooydonck | Superconfex-Yoko     | a 1'04"   |
| 9    | Thierry Marie       | Super U-Raleigh-Fiat | a 1'05"   |
| 10   | Charly Mottet       | R.M.O.               | a 1'06"   |